# Aspern
Aspern war bis zur Eingemeindung nach Wien 1904/05 eine eigenständige Gemeinde und ist heute ein Stadtteil im 22. Wiener Gemeindebezirk Donaustadt, sowie eine der 89 Wiener Katastralgemeinden. Ein kleiner Teil der Katastralgemeinde Aspern liegt im 2. Gemeindebezirk, der Leopoldstadt.

## Geografie

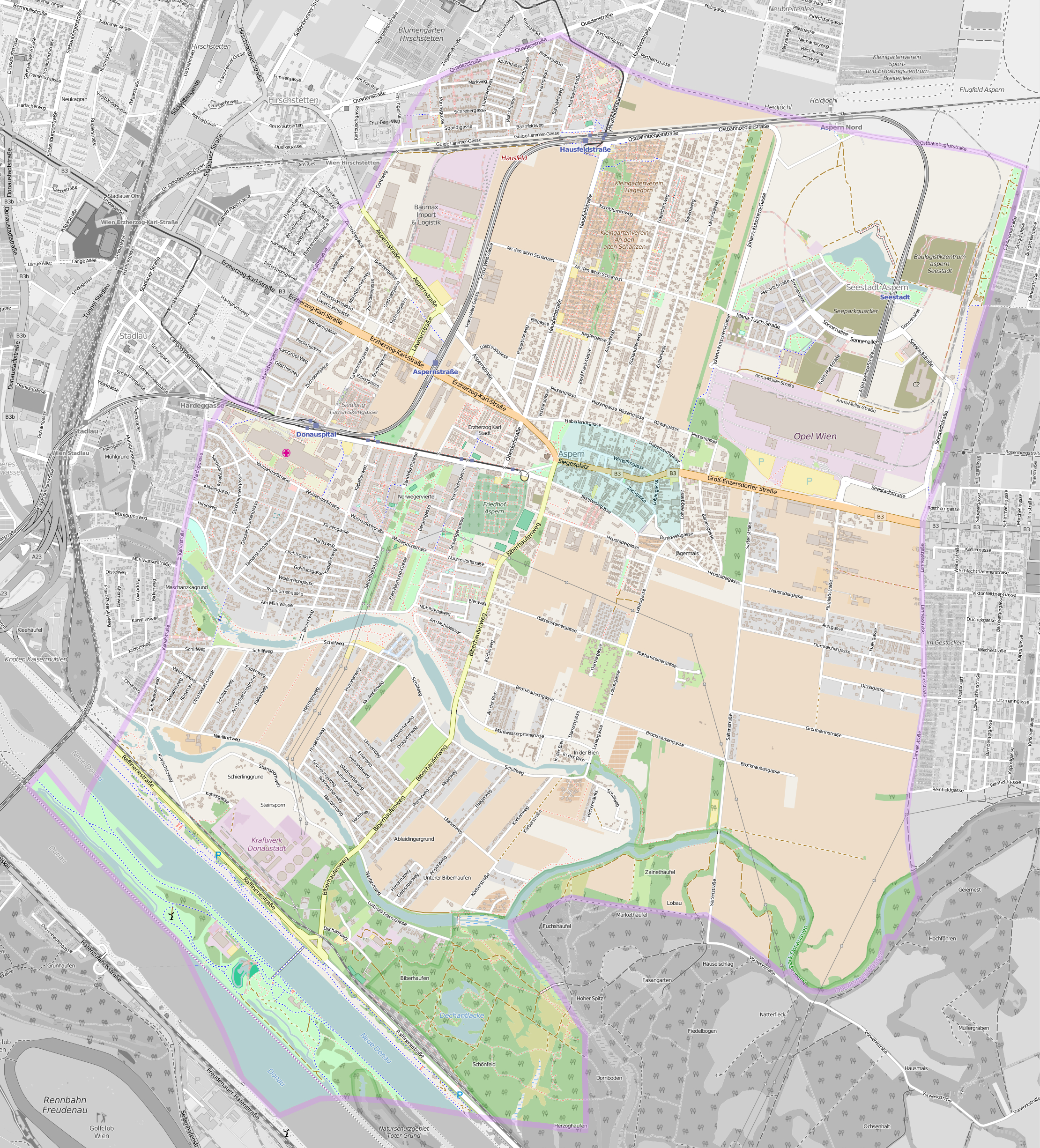
Katastralgemeinde Aspern, der historische Ortskern ist türkis hervorgehoben

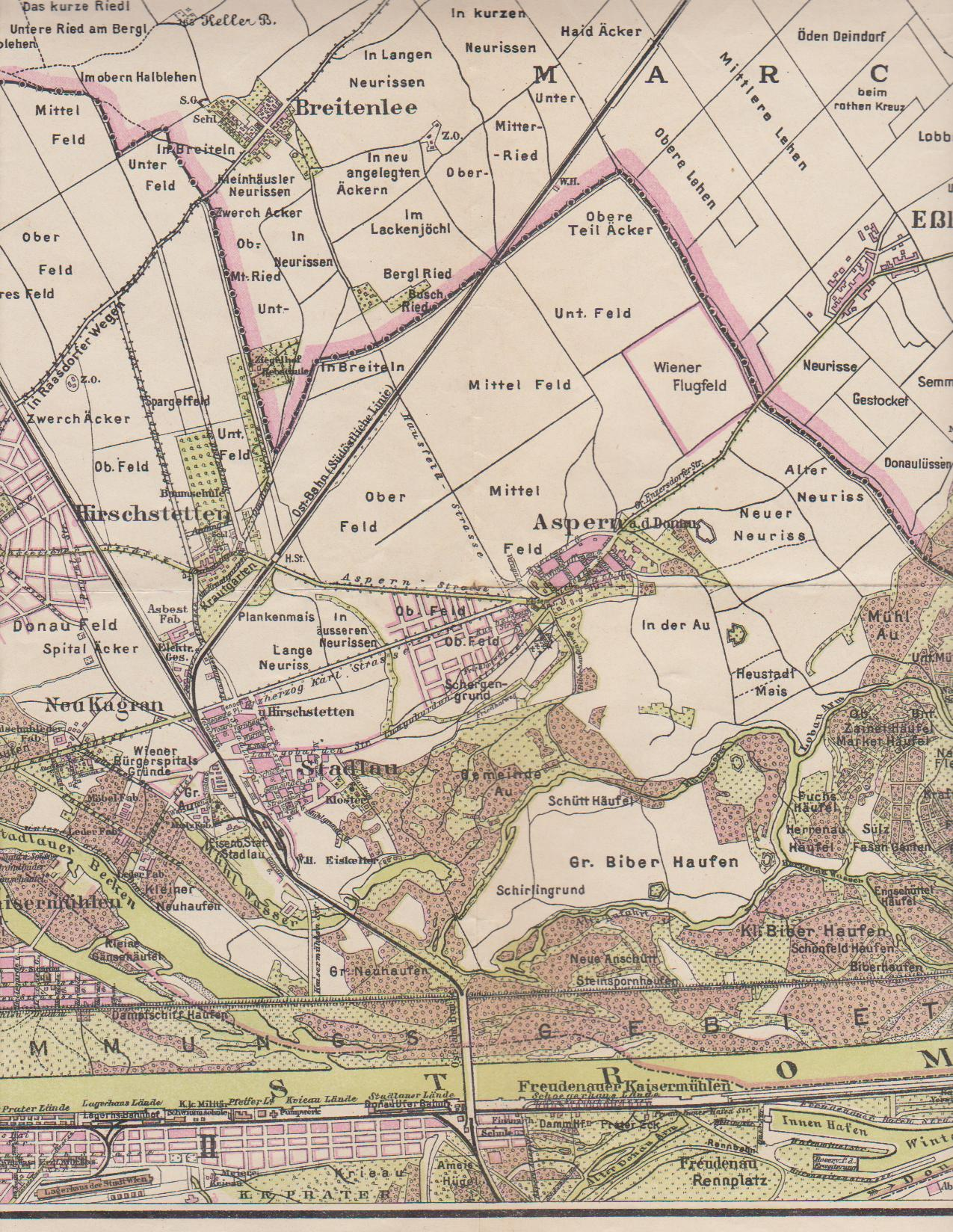
Aspern auf einem Wien-Plan aus dem Jahr 1912, nach Nordosten ausgerichtet

Aspern liegt zwischen der Lobau, Stadlau, Breitenlee, Essling und Hirschstetten. Die Katastralgemeinde erstreckt sich über ein Gebiet von 2012,87 ha, wovon 24 ha im Gebiet des Gemeindebezirks Leopoldstadt liegen.
Westlich des Siegesplatzes, um die Pfarrkirche, ist von der Stadt Wien eine bauliche Schutzzone definiert.

## Geschichte
Die Umgebung von Aspern war nachweislich bereits zur Jungsteinzeit besiedelt. Schriftlich tauchen die Orte „Asparn, Wulzendorf und Prietenle“ erstmals 1150 im Stadlauer Urfahrrecht auf, die erste urkundliche Erwähnung durch das Bistum Passau erfolgte 1258. Aufgrund der Lage an den alten Donauarmen kam es im Gebiet wiederholt zu schwerwiegenden Überschwemmungen und Eisstößen, weshalb der Ort 1568 beinahe aufgegeben wurde.
Auch während der Türkenbelagerungen von 1529 und 1683 wurde Aspern schwer beschädigt und zerstört. In die Geschichte ging das Dorf durch die Schlacht bei Aspern am 21. und 22. Mai 1809 ein. In dieser Schlacht besiegte die österreichische Armee unter Erzherzog Karl das französische Heer von Napoleon Bonaparte erstmals in einer Feldschlacht. Eine Monumentalskulptur vor der Asperner Kirche St. Martin, der Löwe von Aspern, erinnert seit 1858 an diese Schlacht. Der Friedhof von St. Martin wurde 1892 zum heutigen Asperner Friedhof erweitert.
Im Jahr 1822 wurde der Ort als Dorf mit 105 Häusern genannt, das über eine Pfarre und eine Schule verfügte. Die Herrschaft Aspern an der Donau besaß die Ortsobrigkeit und besorgte die Konskription. Die Untertanen und Grundholde des Ortes gehörten den Herrschaften Aspern an der Donau und Hirschstetten, dem Deutschen Orden in Wien, dem Stift Klosterneuburg und dem Herrn Dr. Ferari.
1904/05 wurde das landwirtschaftlich geprägte Aspern gemeinsam mit Stadlau, Hirschstetten und Kagran Teil des neuen 21. Wiener Gemeindebezirks Floridsdorf. In den 1920er Jahren wurde begonnen, auf Teilen des Gemeindegebiets im Rahmen der Siedlerbewegung zahlreiche Selbstversorgerhütten zu errichten. Diese kleinteiligen Siedlungsstrukturen prägen vor allem den südöstlichen Teil von Aspern bis heute. Am 15. Oktober 1938 gliederte das NS-Regime den Stadtteil in den bei der Schaffung von Groß-Wien neu gebildeten 22. Bezirk Groß-Enzersdorf ein. Als die Grenzen Wiens, wie 1946 beschlossen, 1954 stark verkleinert wurden, verblieb Aspern bei Wien und bildet seither mit sieben weiteren ehemaligen Gemeinden den 22. Bezirk Donaustadt.
1912 wurde am ehemaligen Hausfeld nördlich des historischen Ortskerns das Flugfeld Aspern eröffnet. Hier lag bis zum Zweiten Weltkrieg das Zentrum der österreichischen Zivil- und Militärluftfahrt. Von 1945 bis 1955 war Aspern Teil des sowjetischen Sektors Wiens, das Flugfeld wurde vorrangig von den sowjetischen Besatzungstruppen verwendet. 1977 wurde das Flugfeld geschlossen.
1979 wurde zwischen Bundeskanzler Bruno Kreisky und GM Austria-Generaldirektor Helmuth Schimpf ein Vertrag bezüglich der Errichtung eines Motorenwerkes im südlichen Bereich des Flugfeldes geschlossen. 1983 wurde das Werk nach einer Investition von 9,8 Milliarden Schilling (etwa 700 Millionen Euro) mit rund 2.200 Mitarbeitern in Vollbetrieb genommen. Bis in die 2000er Jahre wurde das Werk mehrmals ausgebaut und firmierte als Opel Wien. Im Juli 2024 wurde die Serienproduktion eingestellt.
Von 2001 bis 2017 war der Rettungshubschrauber Christophorus 9 des ÖAMTC auf dem ehemaligen Flugfeld Aspern in einer eigenen Hubschrauberstation stationiert.

## Öffentlicher Verkehr
Aspern wurde am 7. Juni 1886 an den öffentlichen Verkehr der Agglomeration Wien angeschlossen. An diesem Tag eröffnete die Dampftramway-Gesellschaft vormals Krauss & Comp. zwei Strecken: eine von der Stefaniebrücke am Donaukanal im 2. Bezirk über Floridsdorf nach Stammersdorf, die zweite, in Floridsdorf abzweigend, über Kagran und Aspern nach Groß-Enzersdorf. Nach 1901 erfolgte der Betrieb von der Augartenbrücke aus. Die Fahrzeit vom Donaukanal nach Aspern betrug damals eine Stunde und fünf bis zehn Minuten und kostete 72 Heller. Im Sommer 1901 wurden in beiden Richtungen je sechs Züge pro Tag angeboten; die letzte Hinfahrt erfolgte schon um 19:00 Uhr, die letzte Rückfahrt von Aspern an Wochentagen um 18:42 Uhr, an Sonntagen um 20:06 Uhr.
Nachdem die Strecke von Floridsdorf nach Kagran am 23. Jänner 1912 auf elektrischen Straßenbahnbetrieb umgestellt worden war, wurde der Abschnitt von Kagran über Aspern nach Groß-Enzersdorf genau zehn Jahre später, am 23. Jänner 1922, von der Gemeinde Wien – Städtische Straßenbahnen elektrifiziert. Hier verkehrten dann bis 30. August 1970 die Linien 217 (bis Aspern oder Essling) und 317 (bis Groß-Enzersdorf). Seither wurde der öffentliche Verkehr nach Aspern mit städtischen Autobuslinien abgewickelt.
Am 2. Oktober 2010 wurde die Verlängerung der U-Bahn-Linie U2 nach Aspern (U-Bahn-Station Aspernstraße) eröffnet. Am 5. Oktober 2013 wurde die im Anschluss daran errichtete letzte Teilstrecke mit den Stationen Oberes Hausfeld (dzt. nur Rohbau), Hausfeldstraße und Aspern Nord (die dortige ÖBB-Haltestelle steht seit 2017 zur Verfügung) bis zur Endstation Seestadt in Betrieb genommen. Aspern verfügt seither über vier in Betrieb stehende U-Bahn-Stationen.

## Seestadt Aspern
Auf den von GM nicht genutzten Teilen des ehemaligen Flugfeldes wurde 2013/14 von der Stadtverwaltung eines der größten Stadterweiterungsprojekte des Kontinents begonnen. Die stadteigene Wirtschaftsagentur Wien, vormals Wirtschaftsförderungsfonds, wurde damit beauftragt, für das Gebiet einen neuen Stadtteil zu entwickeln, der rund um einen künstlichen See liegt. Die Fertigstellung ist für 2028 vorgesehen.

## Sehenswürdigkeiten

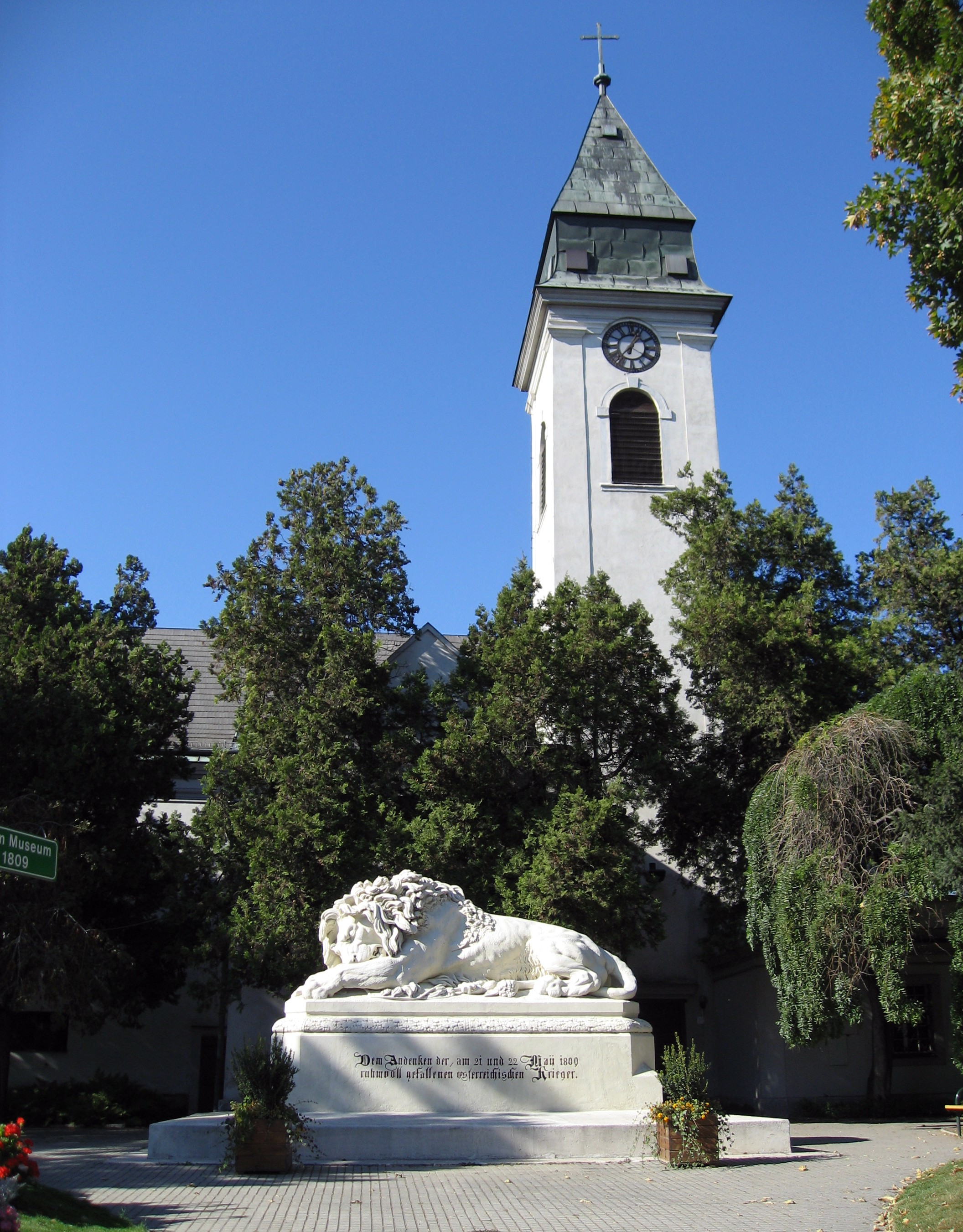
Martinskirche mit dem Löwen von Aspern

- der Löwe von Aspern (vor der Kirche St. Martin)
- die Kirche St. Martin
- der Friedhof Aspern
- das Museum Aspern 1809
- die Wimpffengasse mit alten Bauernhäusern
- der Hl. Florian vor dem Hause Wimpffengasse 3
- das Asperner Jagdhaus
- das Kriegerdenkmal am Siegesplatz

Die 2002 eröffnete AHS Heustadelgasse hat einen hohen Anteil an Glaselementen und eine große Turnhalle, die zur Hälfte unter dem Erdboden liegt. Die Schule hat eine Kapazität von ungefähr 900 Schülern.

## Persönlichkeiten
- David Alaba (* 1992), Fußballspieler
- Anton Hye (1761–1831),  Ehrendomherr in Wien, Pädagoge und Autor theologischer Schriften
- Virginia Kirchberger (* 1993), Fußballspielerin
- Matthäus Kronberger (1434–1492), Zisterzienser und Abt des Stiftes Heiligenkreuz
- Robert Mayr-Harting (1874–1948), Rechtswissenschaftler und Politiker, Justizminister der tschechoslowakischen Republik
- August Portois (1841–1895), Unternehmer
- Oskar K. Rabinowicz (1902–1969), tschechoslowakisch-britischer Zionist
- Otto Weber (1898–1969), Politiker

## Bildergalerie

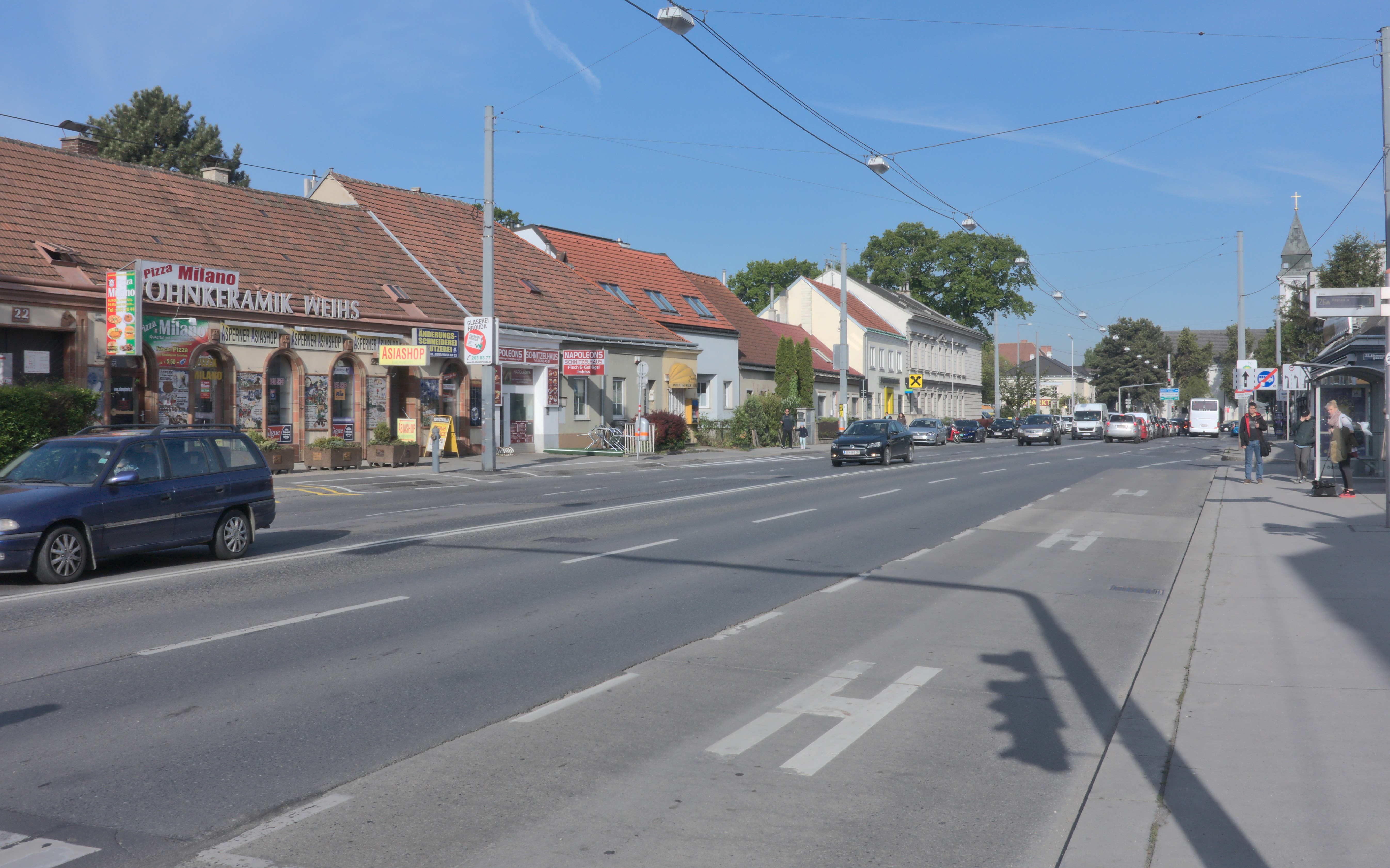
Siegesplatz (historischer Ortskern Asperns)
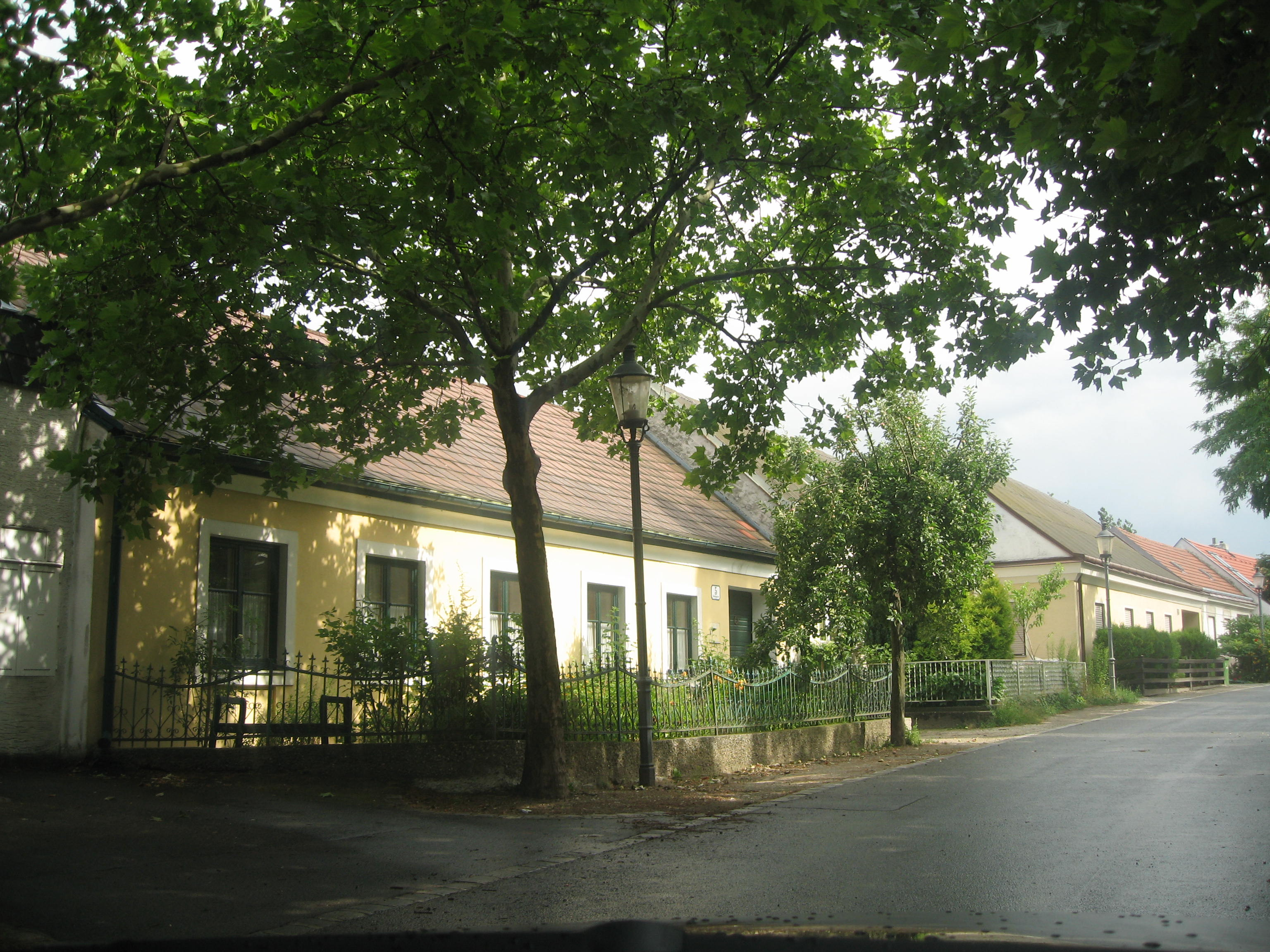
Eine alte Asperner Straße: die Lobaugasse
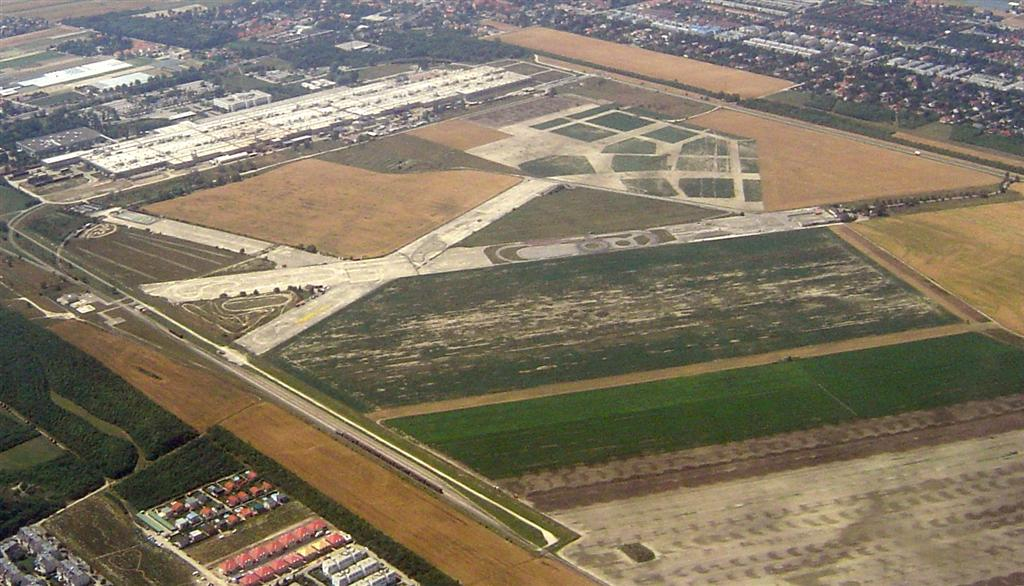
Das ehemalige Flugfeld Aspern (2007)
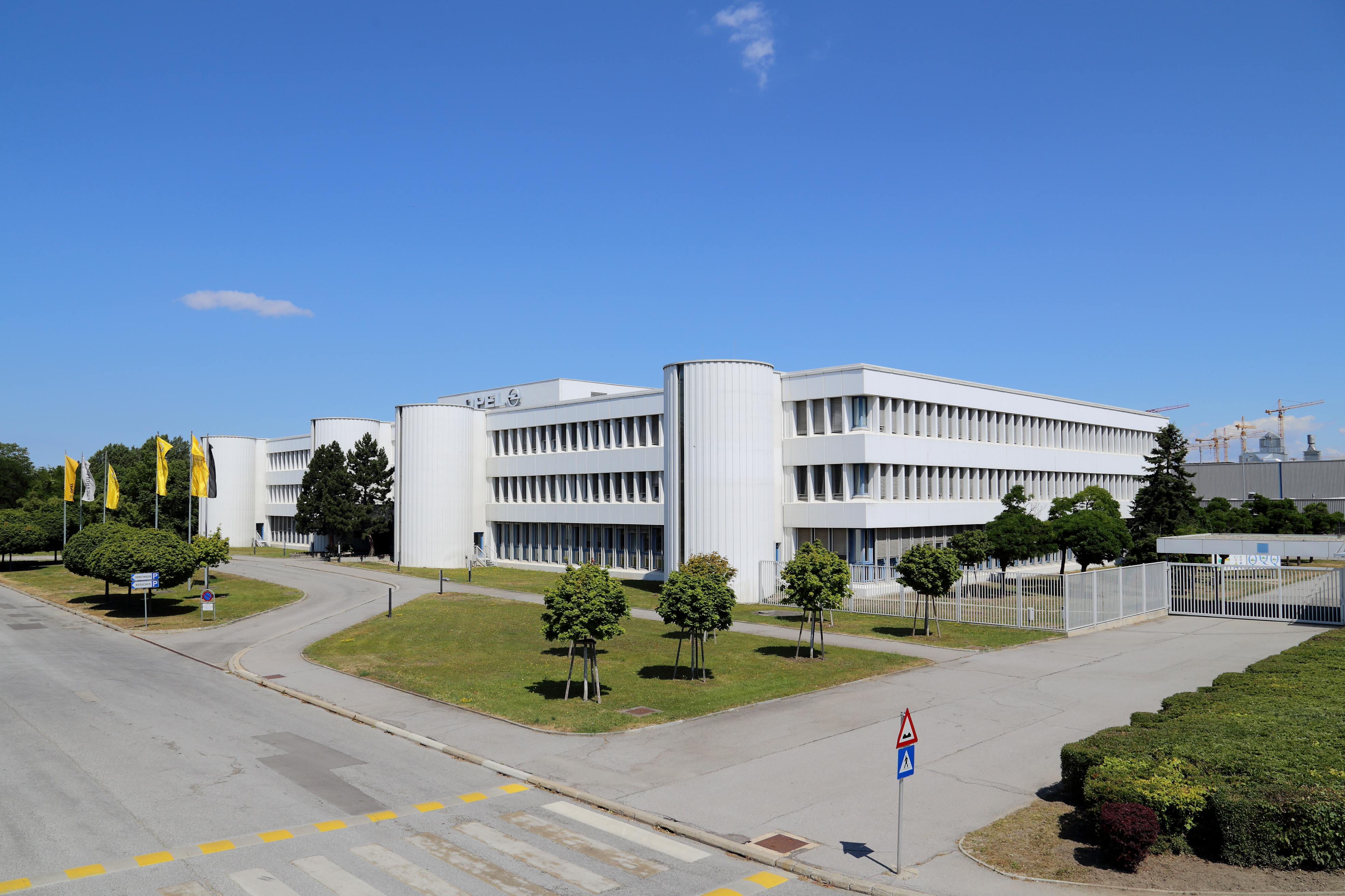
Verwaltungsgebäude des Opel-Werkes
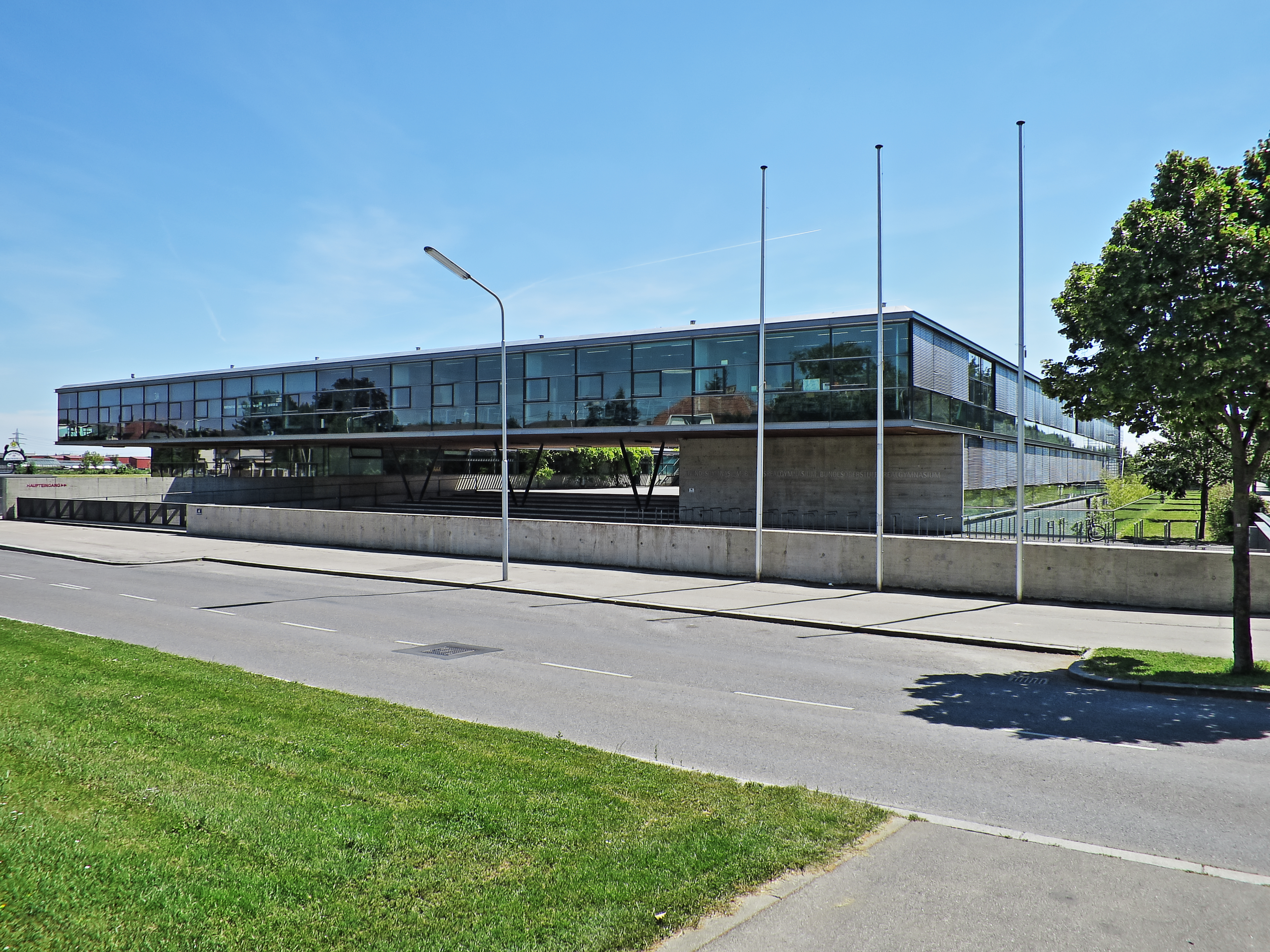
AHS Heustadelgasse
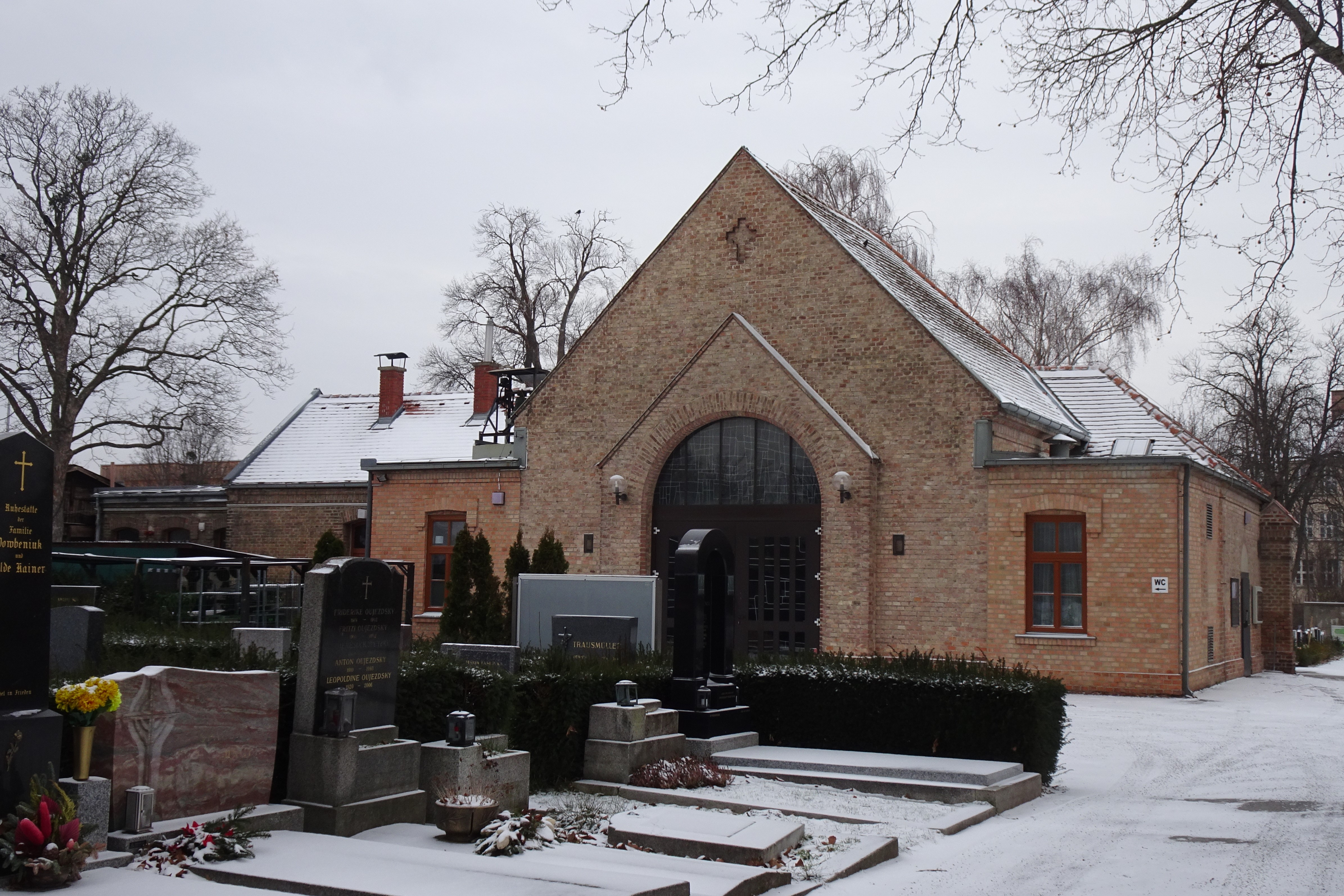
Aufbahrungshalle des Asperner Friedhofs